# Smilax azorica
Smilax azorica — вид ліанових рослин з родини Smilacaceae, ендемік Азорських островів.

## Опис
Цей вид — дерев'яниста ліана, з різними листками: з яйцеподібною та клиноподібною основою. Квіти одностатеві й розташовані в зонтичних клубочках. Плоди — ягоди, що набувають червонуватого відтінку, коли зрілі.

## Поширення
Ендемік Азорських островів (острови Сан-Мігел, Сан-Жорже, Санта-Марія, Піку, Терсейра, Фаял).